# Садиба графа Розенфельда
Садиба графа Розенфельда — пам'ятка архітектури місцевого значення в Кодимі.

## Історія
Особняк — це двоповерхова садиба кінця XIX століття, побудована з червоної цегли у готичному стилі. Вона є найстарішою будівлею в центрі Кодими і пам’яткою місцевого значення. Поміщицька садиба належала родині Розенфельдів. За місцевими переказами, граф Розенфельд був родом з Петербургу, до Кодими приїжджав лише на літній відпочинок. На додачу до житлового будинку господарство включало фруктовий сад (столітні груші, каштани) та хмелеву плантацію.

## Сучасність
У вересні 2007 року в маєтку відкрили Кодимський районний історико-краєзнавчий музей. У 9 експозиційних залах представлено понад  5 000 експонатів — побут українського села, археологію, історію регіону, інтер’єр «графського залу», періоди Першої та Другої світових війн, радянську добу.

## Архітектурний стиль
Будівля графа Розенфельда — готичний червоноцегляний особняк кінця XIX ст. Будівля має гостроверхий дах, вузькі високі вікна. З обох боків містяться розетки — великі круглі вікна.